# Les Secrets professionnels du docteur Apfelglück
Pour plus de détails, voir Fiche technique et Distribution.
Les Secrets professionnels du docteur Apfelglück est un film à sketches français de Alessandro Capone, Stéphane Clavier, Hervé Palud, Mathias Ledoux et Thierry Lhermitte,  sorti en 1991.

## Synopsis
Le docteur Apfelglück, éminent psychiatre, raconte quelques-uns des cas les plus sérieux qui lui sont arrivés.

### Martineau
Le docteur Apfelglück (Thierry Lhermitte) attend l'un de ses patients, Martineau (Jacques Villeret), brocanteur paranoïaque, qui doit venir lui livrer un fauteuil en rotin blanc en guise de paiement en nature de sa dernière séance. Or ce dernier est en retard et ne donne plus signe de vie, ce qui commence à inquiéter le docteur. Martineau se retrouve en fait pris sur une route de campagne à la nuit tombée, alors qu'un orage éclate. Il doit se réfugier à l'auberge de la main gauche, un lieu particulièrement glauque. Le couple gérant des lieux, Louis (Ticky Holgado) et Georgette (Claire Nadeau), semble, de plus, martyriser leur bonne, Maman Tonnerre (Micha Bayard), qui paraît à moitié folle. En fait, il s'agit d'une ancienne speakerine très connue qui a été touchée par la foudre six ans plus tôt alors qu'elle s'était arrêtée à l'auberge. Elle y a perdu la mémoire et pris vingt ans, ce qui l'a rendue méconnaissable. Louis et Georgette l'ont gardée, par charité.
Le soir dans sa chambre, Martineau est surpris par cette dernière qui lui raconte sa version de l'histoire, ce qui le pousse à lui promettre d'aller, le lendemain, à la première heure, chez les gendarmes. En « récompense », Maman Tonnerre veut dormir avec lui, ce que Martineau refuse. Alors qu'elle quittait la chambre, elle y retourne effrayée car Louis la cherche. Il la trouve, la déloge, mais est finalement tué par Maman Tonnerre d'un coup de gourdin à clou à l'arrière du crâne. Martineau, effrayé, veut aller prévenir les gendarmes, tout en témoignant en faveur de Maman Tonnerre. Mais celle-ci, qui semble avoir retrouvé un semblant de lucidité, laisse comprendre qu'elle fera accuser Martineau du meurtre. Celle-ci a, d'ailleurs, tout prévu : elle a tué Georgette, laissé croire à un couple d'Espagnols (Martin Lamotte et Charlotte de Turckheim) de l'auberge que l'arme du crime est à Martineau et veut, en échange de son silence, partir avec lui. Il refuse, évidemment, et elle décide alors de l'accuser en plus du meurtre de Georgette. Elle commence à crier à l'assassin alors qu'il est parvenu à lui arracher son bâton clouté.
La scène est interrompue par les deux Espagnols, devant qui Maman Tonnerre déclare qu'il ne s'agit que d'une querelle d'amoureux. Une fois les deux Espagnols partis, Martineau abdique et promet à Maman Tonnerre de partir avec elle. Alors qu'il va dans la grange pour récupérer sa fourgonnette et s'enfuir, il s'aperçoit que celle-ci a disparu. Maman Tonnerre arrive alors et lui annonce qu'elle est au fond de l'étang et qu'il ferait mieux de rester s'il ne veut pas être arrêté pour les deux meurtres. En effet, les Espagnols l'ont vu avec le bâton et celui-ci porte ses empreintes, et non celles de Maman Tonnerre, qui porte toujours des gants en caoutchouc. Coincé, il est forcé de devenir son complice et de rester à l'auberge.

### La Chandelle
Le docteur Apfelglück attend un autre patient, Jean-Paul Tarade (Philippe Bruneau), qui le prévient au téléphone qu'il ne pourra pas venir à son rendez-vous car il est pris sur le tournage d'un film à Rome pour le rôle de sa vie, mais il joue en réalité un personnage très secondaire, qui doit prononcer une phrase lors d'une scène d'un film sur la résistance pendant la Seconde Guerre mondiale, qui sera en plus doublée en italien après. La scène se déroule lors d'une réunion d'une cellule de la résistance où l'un des protagonistes annonce aux autres que la cellule a été trahie et qu'il s'apprête à donner le nom du traître. C'est alors que la chandelle qui éclaire la scène est censée s'éteindre et que, profitant de l'obscurité, le traître tue celui qui s'apprêtait à le dénoncer.
Malheureusement, à cause des bafouillages et des erreurs de répliques, l'une des actrices, Micheline (Véronique Genest), qui boit de la bière entre chaque prise, commence à être saoule. De plus, comme l'accessoiriste (Renato Scarpa) n'arrive pas à éteindre la chandelle au moment voulu, la scène est jouée et rejouée. L'action se terminera par l'intervention d'une sorte d'Indiana Jones (Thierry Lhermitte) à cheval qui éteindra la chandelle d'un claquement de fouet, sous l'ovation du plateau.

### Gérard Martinez
Pendant ce temps, le docteur Apfelglück perd patience. Alors qu'il avait donné une demi-heure à sa secrétaire Astrée (Valérie Mairesse) pour ranger son bureau, il la surprend en train de regarder la télévision. Non seulement son bureau est dans le même état mais, en plus, c'est à présent toute la pièce qui est transformée en dépotoir. Alors qu'il repart dans son cabinet, après l'avoir sévèrement réprimandée, elle retourne immédiatement regarder « Bleu, Blanc, Rouge », un jeu télévisé présenté par Gérard Martinez (Alain Chabat) assisté de Carole Ribéra (Zabou Breitman).
Ce jeu de type quiz, diffusé en direct tous les midis, voit la consécration d'une championne, Anne Métayer (Laurence Ashley), jeune et jolie étudiante de l'école normale supérieure de Lyon, présente et invaincue depuis trois semaines, au grand bonheur de Gérard qui en est tombé amoureux et couche même avec elle en secret. Mais arrive un nouveau challenger, Émile Leberck (prononcer Lebeurk, interprété par Roland Giraud), vigile aussi grossier et vulgaire qu'étonnamment cultivé. Celui-ci triomphe facilement d'Anne et se retrouve le nouveau champion en titre, au désespoir de Gérard qui doit supporter les sorties régulièrement vulgaires voire racistes d'Émile. La production fait alors des pieds et des mains pour trouver un challenger qui réussira à déloger Émile. Ils croient trouver la perle rare, un vieux monsieur noir, Georges Bellerive (qu'Émile Leberck n'hésitera pas à qualifier de « nègre » à l'antenne), qui, effectivement, remporte une première manche.
La production fête alors avec ce vaillant challenger sa probable future victoire le lendemain lors de la seconde manche, en buvant du champagne. Le challenger décide alors de rentrer à son hôtel pour aller dormir, bien qu'il soit midi et demi, en expliquant qu'il doit dormir 18 heures par jour. Le lendemain, à la surprise de tous, il perd la seconde manche et s'explique par le fait qu'il n'a pas pu dormir la nuit dernière, accusant le champagne. Le lendemain, malgré les tentatives de tricheries de Gérard Martinez, il perd également la troisième manche au désespoir de Gérard, mais pas de sa productrice Jacqueline Vidart (Dominique Lavanant) qui, entre-temps, a reçu les audiences de l'émission qui ont grimpé en flèche depuis l'arrivée d'Émile Leberck.
Gérard Martinez craque sur le plateau : cela fait un mois qu'Émile Leberck est le champion. Lors d'une nuit, il rêve que lors d'une émission, la question posée à Émile Leberck soit de décrire sa particularité physique, ce à quoi Émile Leberck répond facilement et humilie en public Gérard. Or, il s'avère que le rêve est prémonitoire. Le lendemain, l'ordinateur pose effectivement à Émile la question sur la particularité physique de Gérard. Avant qu'Émile ne puisse répondre, Gérard perd la tête et lui saute dessus pour l'étrangler, ce qui oblige à interrompre l'émission. Le lendemain, Gérard Martinez a disparu. Il s'est enfui et se retrouve pris une nuit sous l'orage, sur une route de campagne et tente de se réfugier dans l'auberge tenue par Martineau et Maman Tonnerre. Il est repoussé par Martineau, qui lui annonce que l'auberge est complète. Il s'avère, en réalité, que ce dernier a tué Maman Tonnerre.
Après avoir dormi dans sa voiture, Martinez se réveille au volant de celle-ci dans un parking souterrain, et croit alors voir Leberck devant lui. Il démarre et l'écrase, mais ce n'était pas Leberck, juste quelqu'un qui lui ressemblait. Tout ceci n'est en réalité qu'un rêve que Gérard Martinez raconte au docteur Apfelglück.

### Martini et le Paradis
Martini (Gérard Jugnot), un patient du docteur Apfelglück se croit persécuté. En effet, il lutte contre ce qu'il pense être une escroquerie : des lunettes qui permettraient de voir à travers les vêtements. Or, toutes les personnes qu'il rencontre pour l'aider dans sa lutte, une scientifique (Josiane Balasko) et Maître Colombani (Christian Clavier), un avocat, se révèlent posséder lesdites lunettes et l'observent nu à travers ses vêtements. Martini reste pourtant persuadé qu'il s'agit d'une escroquerie et tente de le prouver scientifiquement. Il apporte d'ailleurs des preuves irréfutables qu'il montre au docteur Apfelglück. 
Alors que ce dernier écoute Martini, il ne peut plus respirer. Il est transporté d'urgence à l'hôpital et meurt en serrant la main de sa femme, Marinette (Carole Jacquinot). Il se réveille alors dans une clairière, vêtu, à la place de son habituel costume blanc, d'un survêtement bleu, portant un cabas bleu. Apfelglück demande à un couple de Belges (Alexandra Vandernoot et Francis Lemaire) assis en train de bronzer s'ils sont décédés aussi. Ceux-ci répondent qu'effectivement, ils sont morts pendant le tremblement de terre à Mexico. Apfelglück est étonné que l'au-delà ressemble énormément au monde réel. Le Belge le prévient cependant d'un détail : il ne doit pas utiliser la négative directe et l'affirmative directe quand il parle. Il compare alors la situation au jeu « ni oui, ni non » et se retrouve expédié quelques secondes dans une boutique de vêtements du Sentier où le vendeur (Dominique Farrugia) lui fait essayer un costume, avant de revenir à son point de départ. Le couple lui explique alors qu'à chaque fois qu'il prononcera « oui » ou « non », il se retrouvera expédié sur Terre, pour une durée qui augmentera exponentiellement à chaque itération, dans un endroit de plus en plus pénible. Durant ce voyage, il recommencera à vieillir.
Le docteur Apfelglück rencontre alors de nouveaux arrivants, un couple d'Espagnols, et Anne Métayer qu'ils avaient prise en stop. Vingt ans plus tard, Apfleglück et Anne Métayer vivent en couple et mènent une vie heureuse (bien que chacun essayant de piéger l'autre au ni oui ni non). Mais cette vie prend fin encore 20 ans plus tard, le jour où Marinette (Ginette Garcin), femme du docteur, finit par mourir et rejoindre son mari.
Tout d'abord ravi d'apprendre son arrivée, il déchante vite quand il s'aperçoit que Marinette est devenue une vieille femme, à moitié sourde, alors que lui est resté jeune, et qu'il doit se séparer d'Anne Métayer. Il cherche alors à se débarrasser de Marinette, d'abord en tentant de lui faire dire « oui » ou « non », mais cela ne fonctionne qu'un temps. Il tente ensuite de s'en séparer administrativement, mais il a perdu la petite feuille bleue qu'on lui a remise à son arrivée. À la suite de ces échecs, il réussit à la perdre dans les bois. Rentré chez lui, il s'attend alors au retour d'Anne Métayer, ce qui arrive effectivement rapidement. Mais entre-temps, celle-ci a fait une « grosse bêtise », a par conséquent été réexpédiée sur Terre pendant 60 ans et est devenue, elle aussi, une vieille femme. Au désespoir, Apfelglück crie et finit par se réveiller dans son cabinet. Toute l'histoire n'était qu'un rêve.
Martini poursuit son histoire : il est allé rencontrer, avec toutes ses preuves, le fabricant de lunettes (Jean Yanne), qui s'énerve. Si quelqu'un n'est pas content de ses lunettes, il le rembourse, mais il suffit d'y croire pour qu'elles fonctionnent. Il finit par chasser Martini en lui jetant au visage un « seau de merde ». La séance du docteur se finit au grand mécontentement de Martini, qui a l'impression qu'il perd son temps. Il assure qu'il ne reviendra pas. Apfelglück accueille la nouvelle avec flegme, en chaussant ses propres lunettes, qui lui permettent de voir Martini nu.

## Fiche technique
- Titre : Les Secrets professionnels du docteur Apfelglück
- Réalisation : Alessandro Capone, Stéphane Clavier, Hervé Palud, Mathias Ledoux et Thierry Lhermitte
- Scénario : Thierry Lhermitte et Philippe Bruneau
- Décors : Carlos Conti, Philippe Désert et Thérèse Ripaud
- Costumes : Martine Rapin, Marina Sciarelli et Friquette Thévenet
- Photographie : Claude Agostini, Roberto Girometti, Gérard Sterin et Jean-Jacques Tarbès
- Son : William Flageollet
- Montage : Sophie Schmit ; Gérard Hardy (son)
- Musique : Jacques Delaporte et Laurent de Gasperis
- Production : Louis Becker et Thierry Lhermitte
- Sociétés de production : ICE3, Films A2
- Pays :  France
- Genre : comédie
- Durée : 95 minutes
- Date de sortie : 
  - France : 24 avril 1991
  - Date de sortie en DVD : 13 décembre 2005

## Distribution
- Thierry Lhermitte : le docteur Norbert Apfelglück
- Valérie Mairesse : Astrée, sa secrétaire

Martineau
- Jacques Villeret : Martineau
- Ticky Holgado : Louis, l'aubergiste
- Claire Nadeau : Georgette, la femme de l'aubergiste
- Micha Bayard : Maman Tonnerre
- Martin Lamotte : l'Espagnol
- Charlotte de Turckheim : l'Espagnole

La Chandelle
- Philippe Bruneau : Jean-Paul Tarade
- Daniel Gélin : Roland Grimaud
- Véronique Genest : Micheline
- Ennio Fantastichini : Alain
- Alessandro Haber : Michelangelo
- Renato Scarpa : l'accessoiriste
- Angelo Orlando : le machiniste enrhumé
- Nicola Pistoia : le caméraman
- Rosario Galli : l'ingénieur du son
- Didi Léoni : la scripte
- Mario Sandro de Luca : l'assistant caméra
- Mario Mininno : le maquilleur italien
- Paolo Mininno : le coiffeur italien

Gérard Martinez
- Alain Chabat : Gérard Martinez
- Dominique Lavanant : Jacqueline Vidart
- Pascal Sevran : Alain Laurent
- Zabou Breitman : Carole Ribéra
- Laurence Ashley : Anne Métayer jeune
- Roland Giraud : Émile Leberck
- Carole Brenner : la maquilleuse télé
- Doudou Babet : Georges Bellerive
- Jean-Marie Bigard : Dany, le patron du bistro
- Bruno Moynot : le consommateur au bistrot
- Doris Thomas : la speakerine
- Laurent Gamelon : Maurice

Martini et le Paradis
- Gérard Jugnot : Martini
- Josiane Balasko : la scientifique
- Christian Clavier : maître Colombani, l'avocat
- Carole Jacquinot : Marinette jeune
- Alexandra Vandernoot : la belle femme belge
- Francis Lemaire : le Belge
- Dominique Farrugia : le vendeur du Sentier
- Luis Rego : M. Gomez
- Mouss Diouf : l'infirmier antillais
- Ginette Garcin : Marinette âgée
- Régis Ribes : le guide de montagne
- Michel Blanc : l'hindou
- Louba Guertchikoff : Anne Métayer âgée
- Jean Yanne : Germain, le fabricant de lunettes
- Katy Joube : la femme de l'escroc

## Analyse
- Dominique Lavanant parle, lors du jeu télévisé, d'« une intervention de M. Désir », à la suite d'insultes racistes du personnage de Roland Giraud. Il s'agit d'une référence à Harlem Désir, à l'époque président de SOS Racisme.
- La réponse de Martineau dans la scène de l'énigme fait référence à Idi Amin Dada, dictateur fou, violent et présumé cannibale.